# Collins
Collins város az USA Mississippi államában. Lakosainak száma 2342 fő (2020. április 1.).

## Népesség
A település népességének változása:

| 2010 | 2 586 |
| 2020 | 2 342 |